# Miami Dolphins
Los Miami Dolphins (en español: Delfines de Miami) son un equipo profesional de fútbol americano de los Estados Unidos con sede en el área metropolitana de Miami, Florida. Compiten en la División Este de la Conferencia Americana (AFC) de la National Football League (NFL) y disputan sus partidos como locales en el Hard Rock Stadium, ubicado en la ciudad de Miami Gardens.
En la mayor parte de su temprana historia, los Dolphins fueron entrenados por Don Shula, el entrenador en jefe más exitoso en la historia del fútbol profesional en términos de mayor número de partidos ganados en total (328). Los Dolphins entrenados por Shula, solo acabaron en negativo en 2 de sus 26 temporadas como entrenador.
Durante el período que abarca de 1983 a finales de 1999, el quarterback Dan Marino se convirtió en uno de los pasadores más prolíficos en la historia de la NFL, rompiendo varios récords de pase en la liga. Lideró a los Dolphins a ganar cinco títulos de división, 10 apariciones en playoffs y llegar hasta la final de la Super Bowl XIX antes de retirarse después de la temporada 1999.
Desde el 2000, los Miami Dolphins han vivido un periodo de inestabilidad, con múltiples cambios de entrenadores y quarterbacks. Aunque han tenido apariciones ocasionales en playoffs, no han logrado replicar el éxito sostenido del pasado.

## Historia
El primer equipo profesional de fútbol americano con sede en Miami y el estado de Florida fueron los Miami Seahawks. Los Seahawks entraron en la All-America Football Conference (AAFC) durante su temporada inaugural de 1946, como la primera gran franquicia deportiva a nivel de la liga de Miami. Sin embargo, el equipo solo duró un año antes de ser confiscado por la liga.

### 1966-1969: Fundación y primeros años
En 1962, la naciente American Football League (AFL) organizó un partido de exhibición de pretemporada entre los Houston Oilers y los Dallas Texans. Tres años más tarde, la AFL otorgó una franquicia de equipo de expansión para el abogado Joe Robbie y el actor Danny Thomas por $7,5 millones. Robbie originalmente había querido establecer la franquicia en Filadelfia, pero el comisionado de la AFL Joe Foss sugirió Miami debido a su cálido clima, crecimiento de población y la ausencia de un equipo de fútbol. Thomas finalmente vendió su participación en el equipo de Robbie.
En sus primeras cuatro temporadas, los Dolphins registraron un récord de 15-39-2 bajo las órdenes del entrenador en jefe George Wilson, antes de que Don Shula fuera contratado como entrenador en jefe. Shula se presentó a la prensa de Miami diciendo que él no tenía ninguna fórmula mágica y que la única manera con la que sabía hacer sus equipos era a través del trabajo duro. Las cuatro sesiones de entrenamiento al día, pronto serían la materia clave del equipo. El trabajo de Shula con los Dolphins pronto vio sus frutos, cuando Miami mejoró su marca a un 10-4 y su primera aparición de playoffs, donde perdieron 21-14 en Oakland.

### 1970-1982: Don Shula y los años dorados
Los Dolphins tuvieron éxito en la década de 1970, convirtiéndose en el primer equipo en avanzar hasta el Campeonato de la AFC durante tres temporadas consecutivas. En 1971, los Dolphins ganaron el Campeonato de la AFC gracias al quarterback Bob Griese, los corredores Larry Csonka y Jim Kiick, y el receptor abierto Paul Warfield. El playoff de la AFC, en el que los Dolphins derrotaron a los Kansas City Chiefs, fue el partido más largo en la historia de la NFL (82 minutos con 40 segundos). En el Super Bowl VI, Miami acabaría perdiendo ante los Dallas Cowboys por 24-3.
En 1972, los Dolphins terminaron la temporada como el único equipo invicto en la NFL, ganando los 14 partidos de temporada regular, dos partidos de playoffs y el Super Bowl VII, derrotando a los Washington Redskins 14-7. Terminaron la temporada con un récord de 17-0, y son el único equipo en completar una temporada invicta y ganar el título de la NFL. Antes de los Dolphins de 1972, solo los Chicago Bears en 1934 y 1942, habían terminado una temporada regular de la NFL sin derrotas o empates. El equipo de 1934 perdió el partido por el Campeonato de la NFL frente a los New York Football Giants, y el equipo de 1942 perdió el campeonato frente a los Washington Redskins. Los Cleveland Browns quedaron invictos en la temporada de 1948 en la All-America Football Conference.
Los Dolphins terminaron 12-2 después de la temporada regular de 1973 y repitieron como campeones de la NFL, superando a los Minnesota Vikings 24-7 en el Super Bowl VIII celebrado en el Rice Stadium de Houston. Miami llegó a los playoffs en 1974, pero perdió en la primera ronda frente a los Oakland Raiders, en lo que ha entrado en la tradición de la NFL como el partido "Sea of Hands" ("Mar de manos"), considerado como uno de los mejores partidos jamás jugados. Después de la temporada 1974, los Dolphins perdieron a los jugadores estrella como Csonka, Kiick, y Warfield que se fueron a la World Football League (WFL).

### 1983-1999: La era de Dan Marino

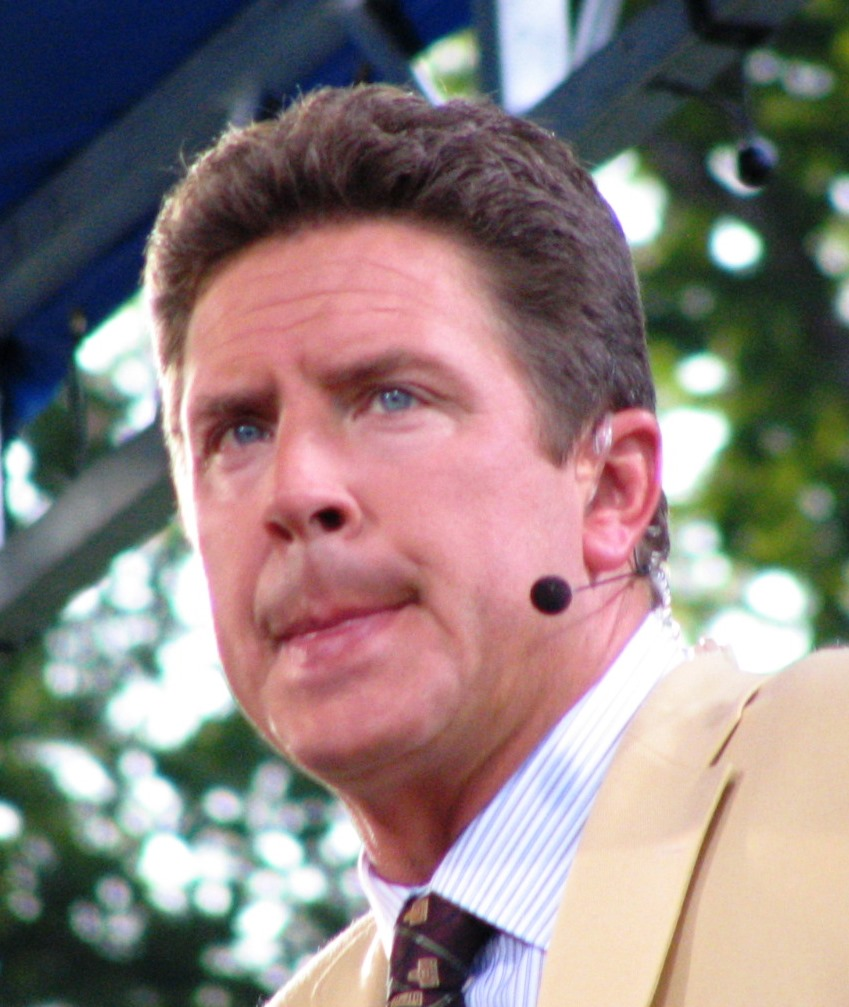
Dan Marino pasó las 17 temporadas de su carrera con los Dolphins.

Durante el tercer partido de la temporada 1983 contra Los Angeles Raiders (ahora Las Vegas Raiders) en el Monday Night Football, Shula sustituyó al quarterback David Woodley por el novato Dan Marino, que pasó a ganar el título de la AFC con un porcentaje de 20 touchdowns frente a 6 intercepciones.
En la temporada de 1984, los Dolphins ganaron sus primeros 11 partidos, culminando una temporada con un registro de 14-2 (la mejor temporada de 16 partidos de la franquicia hasta la fecha). Marino, en su primera temporada completa, produjo uno de los conjuntos más impresionantes de estadísticas de pase en la historia de la NFL, estableciendo registros de una sola temporada de más yardas (5,084), pases de touchdown (48), y terminaciones (362). Miami se vengó de la derrota sufrida ante los Seahawks respecto al año anterior y los aplastó por 31-10, así como a los Steelers 45-28 en el Campeonato de la AFC para avanzar hasta el Super Bowl XIX. En el partido por el título, Miami perdió ante San Francisco 49ers 38-16. Está fue la única aparición de Marino en la Super Bowl.
La lesión en el tendón de Aquiles de Dan Marino en el final de la temporada en Cleveland condujo al equipo a quedarse fuera de los playoffs en 1993 a pesar de un comienzo de 9-2 y siendo líderes de liga. Marino regresó en 1994 para llevar a los Dolphins a acumular un récord de 10-6 y ganar el título de la AFC Este. Después de derrotar a Joe Montana y sus Kansas City Chiefs en la ronda Wild Card, los Dolphins consiguieron una ventaja de 15 puntos en el descanso pero sufrieron una derrota por 22-21 frente a los San Diego Chargers. Pete Stoyanovich falló un field goal de 46 yardas en la última jugada del partido, y le negó a Marino la oportunidad de jugar frente a los Steelers el partido por el Campeonato de la AFC en su ciudad natal de Pittsburgh.
En 1995, Marino rompió la marca de pases para yardas en poder de Fran Tarkenton (48,841), touchdowns (352), y terminaciones (3913), aunque dos de los partidos en los que rompió los registros fueron derrotas ante los Indianapolis Colts. Los Dolphins terminaron 9-7, siendo segundos en la AFC Este, pero aun así llegaron a los playoffs como comodín, perdiendo ante Buffalo en la primera ronda. Después de la temporada de 1995, Shula se retiró y se convirtió en ejecutivo de la franquicia de los Dolphins. Jimmy Johnson, que había ganado un campeonato nacional colegial en la Universidad de Miami y dos Super Bowls con los Dallas Cowboys, fue nombrado reemplazo de Shula.
En 1999, el equipo avanzó hasta los playoffs con un 9-7. Después de una estrecha victoria frente a Seattle en la ronda de Wild Card por 20-17, los Dolphins sufrieron la segunda peor derrota en playoffs en la historia de la NFL tras perder ante los Jacksonville Jaguars 62-7 (los Chicago Bears vencieron a los Washington Redskins 73-0 en el partido por el Campeonato de la NFL en 1940, la peor derrota en un partido de postemporada en la historia de la liga). Después de la temporada, Jimmy Johnson dejó el equipo y Marino se retiró.

## Estadio

### Hard Rock Stadium
El estadio original de los Dolphins era el Miami Orange Bowl, pero se mudaron al nuevo estadio de Joe Robbie después de la temporada 1986. Más tarde, el nombre del estadio fue cambiado a Pro Player Stadium (1996-2005), Dolphin Stadium (2005-2009), LandShark Stadium (2009-2010), Sun Life Stadium (2010-2016) y, a partir de 2016, al actual Hard Rock Stadium.
El estadio está ubicado en Miami Gardens, un suburbio de Miami situado aproximadamente a 24 km al norte del Centro de Miami. En él se han disputado seis Super Bowls (XXIII, XXVIII, XXXII, XLI, XLIII y LIV). También ha sido sede del Pro Bowl de 2010, dos veces de las Series Mundiales (1997 y 2003), cuatro veces del BCS National Championship Game (2001, 2005, 2009 y 2013), y del WrestleMania XXVIII.

## Jugadores

### Números retirados
| Números retirados de Miami Dolphins |              |        |               |
| Núm.                                | Jugador      | Posic. | Temp.         |
| 12                                  | Bob Griese   | QB     | 1967–80       |
| 13                                  | Dan Marino   | QB     | 1983–99       |
| 39                                  | Larry Csonka | FB     | 1968–74, 1979 |

### Salón de la Fama
| Salón de la Fama de Miami Dolphins |                   |                           |                     |           |
| Núm.                               | Nombre            | Posición                  | Temporada(s)        | Inducción |
| 42                                 | Paul Warfield     | Wide receiver             | 1970–74             | 1983      |
| 39                                 | Larry Csonka      | Fullback                  | 1968–74, 1979       | 1987      |
| 62                                 | Jim Langer        | Center                    | 1970–79             | 1987      |
| 12                                 | Bob Griese        | Quarterback               | 1968–80             | 1990      |
| 66                                 | Larry Little      | Guard                     | 1969–80             | 1993      |
| –                                  | Don Shula         | Headcoach                 | 1970–95             | 1997      |
| 57                                 | Dwight Stephenson | Center                    | 1980–87             | 1998      |
|                                    | George Young      | Contributor               | 1975-78             | 2000      |
| 85                                 | Nick Buoniconti   | Linebacker                | 1969–76             | 2001      |
| 13                                 | Dan Marino        | Quarterback               | 1983–99             | 2005      |
| 34                                 | Thurman Thomas    | Running back              | 2000                | 2007      |
| 88                                 | Cris Carter       | Wide receiver             | 2002                | 2013      |
| –                                  | Bill Parcells     | Vicepresidente            | 2008–09             | 2013      |
| 55                                 | Junior Seau       | Linebacker                | 2003–05             | 2015      |
| 99                                 | Jason Taylor      | Linebacker, defensive end | 1997–07; 2009; 2011 | 2017      |
|                                    | Bobby Beathard    | Contributor               | 1972-77             | 2018      |
|                                    | Jimmy Johnson     | Headcoach                 | 1996-99             | 2020      |
| 54                                 | Zach Thomas       | Linebacker                | 1996-2007           | 2023      |

### Honor Roll
| Honor Roll Miami Dolphins |                                             |                  |                       |           |
| Núm.                      | Nombre                                      | Posición         | Temporadas            | Inducción |
| –                         | Joe Robbie                                  | Fundador         | 1966–1989             | 1990      |
| 39                        | Larry Csonka                                | FB               | 1968–1974, 1979       | 1990      |
| 12                        | Bob Griese                                  | QB               | 1967–1980             | 1990      |
| 62                        | Jim Langer                                  | C                | 1970–1979             | 1990      |
| 42                        | Paul Warfield                               | WR               | 1970–1974             | 1990      |
| 85                        | Nick Buoniconti                             | LB               | 1969–1974, 1976       | 1991      |
| –                         | Equipo 1972                                 | —                | Temporada perfecta    | 1992      |
| 66                        | Larry Little                                | G                | 1969–1980             | 1993      |
| 57                        | Dwight Stephenson                           | C                | 1980–1987             | 1994      |
| 67                        | Bob Kuechenberg                             | G                | 1970–1984             | 1995      |
| 347                       | Don Shula                                   | Headcoach        | 1970–1995             | 1996      |
| 89                        | Nat Moore                                   | WR               | 1974–1986             | 1999      |
| 13                        | Dan Marino                                  | QB               | 1983–1999             | 2000      |
| 83                        | Mark Clayton                                | WR               | 1983–1992             | 2003      |
| 85                        | Mark Duper                                  | WR               | 1982–1992             | 2003      |
| 40                        | Dick Anderson                               | S                | 1968–1977             | 2006      |
| 78                        | Richmond Webb                               | OT               | 1990–2000             | 2006      |
| 73                        | Bob Baumhower                               | DT               | 1977–1986             | 2008      |
| 75                        | Doug Betters                                | DE               | 1978–1987             | 2008      |
| 13                        | Jake Scott                                  | S                | 1970–1975             | 2010      |
| 84                        | Bill Stanfill                               | DE               | 1969–1976             | 2010      |
| 88                        | Jim Mandich                                 | TE / Locutor     | 1970–1977 / 1992–2010 | 2011      |
| 99                        | Jason Taylor                                | DE               | 1997–2007, 2009, 2011 | 2012      |
| 54                        | Zach Thomas                                 | LB               | 1996–2007             | 2012      |
| –                         | Bill Arnsparger                             | Coord. Defensivo | 1970–1973, 1976–1983  | - 2012    |
| –                         | Actualización 1972 Perfect Season Team 17–0 | —                | 1972                  | 2012      |
| 56                        | John Offerdahl                              | LB               | 1986–1993             | 2013      |
| 75                        | Manny Fernandez                             | DT               | 1968–1975             | 2014      |
| 95                        | Tim Bowens                                  | DT               | 1994–2004             | 2024      |

## Records de la NFL de los Miami Dolphins
Los Miami Dolphins han dejado una huella histórica en la NFL con varios récords notables, tanto a nivel de equipo como individual. Aquí te comparto los más destacados:

### Récords de equipo
- Única temporada perfecta en la era moderna de la NFL:  Los Dolphins de 1972 terminaron con récord 17-0, incluyendo temporada regular, playoffs y Super Bowl VII.
- Primer equipo en anotar 5 touchdowns por pase y 5 por tierra en un mismo partido:  Logrado en la victoria 70–20 sobre los Broncos en 2023.[18]
- Tercera mayor cantidad de puntos anotados en un solo partido de temporada regular:  70 puntos vs. Denver Broncos (2023), empatando el récord de los Rams de 1950.[18]
- Segundo equipo con más yardas ofensivas en un solo partido:  726 yardas totales en ese mismo juego de 2023, solo detrás de las 735 de los Rams en 1951.[18]
- Primera pareja de corredores con 140+ yardas y 4 touchdowns cada uno en un partido:  De’Von Achane y Raheem Mostert lo lograron en ese histórico juego de 2023.[18]

### Récords individuales destacados
- Jason Taylor:  Mayor cantidad de touchdowns defensivos por un liniero defensivo en la historia de la NFL.
- Jake Scott:  Uno de los pocos jugadores defensivos nombrados MVP del Super Bowl (Super Bowl VII).[19]